# Onna (Olaszország)

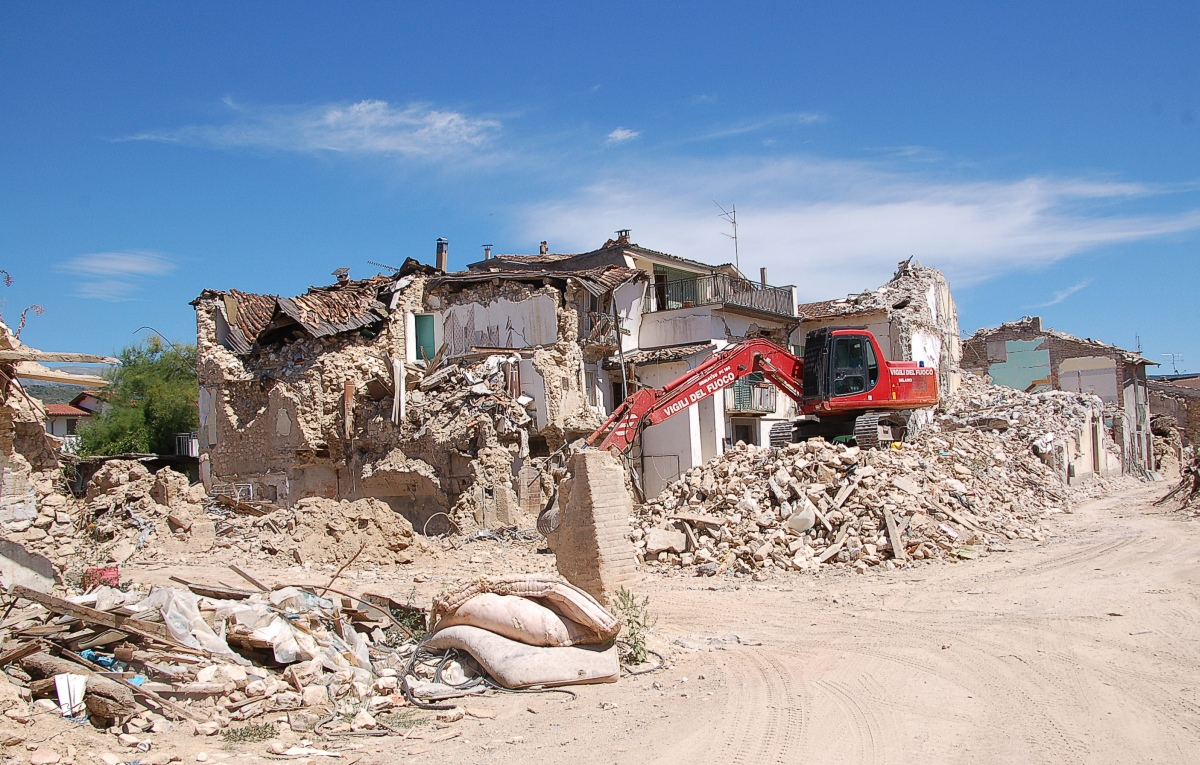
Onna, 2010

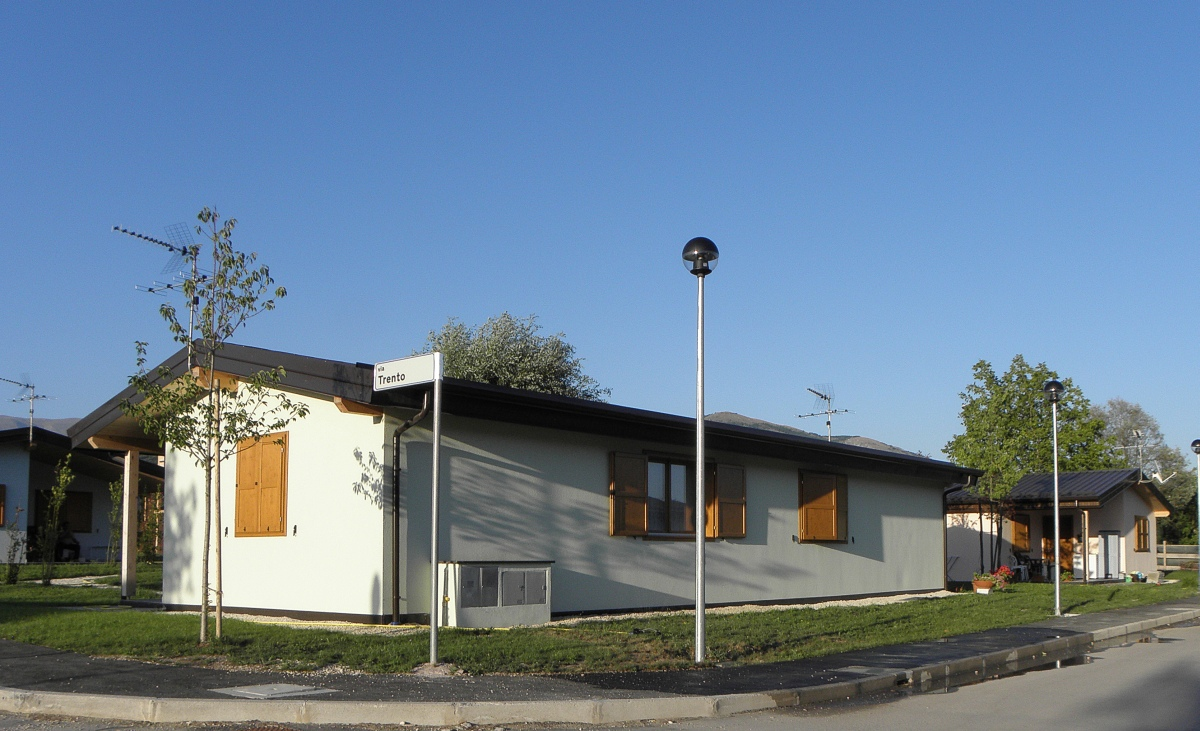
Onna, 2010

Onna falu Közép-Olaszországban, Abruzzo régióban, L’Aquila község (olaszul: Comune) része.
A mintegy 600 méteres magasságban elhelyezkedő falunak körülbelül 400 lakosa van, akik közül sokan meghaltak, amikor 2009. április 6-án földrengés sújtotta a régiót.

## Története
A környéket évezredek óta lakják. Lehet, hogy Onna helyén sokáig nem volt település, a vidéket mindenesetre a rómaiak élelemtermelésre használták.
Az első feljegyzés, amely említi a települést, Villa Unda néven, 1178-ból, III. Kelemen pápa idejéből. Egy III. Ince pápa idejéből származó, 1204-es keltezésű dokumentum újra említi. E két feljegyzésen kívül korai történetéről semmit sem tudni, azonkívül, hogy egy ciszterci „grancia” (a konventtől elkülönült mezőgazdasági egység) működött a területén.
A második világháború idején, 1944. június 2-án a német megszállók megöltek egy lányt a faluban. Kilenc nappal később mészárlás következett, amelynek során 16 embert öltek meg a németek.

## A földrengés
A 2009-es l’aquilai földrengés romba döntötte a falu jó részét és lakói közül megölt legalább 39-et.

## Külső hivatkozások
- Fotó az onnai romokról a 2009 áprilisi földrengés után

## Fordítás
- Ez a szócikk részben vagy egészben  az   Onna, L'Aquila című angol Wikipédia-szócikk ezen változatának fordításán alapul.  Az eredeti cikk szerkesztőit annak laptörténete sorolja fel. Ez a jelzés csupán a megfogalmazás eredetét és a szerzői jogokat jelzi, nem szolgál a cikkben szereplő információk forrásmegjelöléseként.
- Ez a szócikk részben vagy egészben  az   Onna című olasz Wikipédia-szócikk ezen változatának fordításán alapul.  Az eredeti cikk szerkesztőit annak laptörténete sorolja fel. Ez a jelzés csupán a megfogalmazás eredetét és a szerzői jogokat jelzi, nem szolgál a cikkben szereplő információk forrásmegjelöléseként.